# Dan Hampton
Daniel Oliver Hampton (* 19. September 1957 in Oklahoma City, Oklahoma) ist ein ehemaliger American-Football-Spieler auf der Position des Defensive Tackles und  Defensive Ends. Er spielte ausschließlich für die Chicago Bears und wurde Mitte der 1980er Jahre bekannt, als er ein bedeutender Bestandteil der dominantesten Defense der Liga war und zum Gewinn des Super Bowl XX beitrug. Für seine Verdienste als Spieler wurde Hampton 2002 in die Pro Football Hall of Fame und 2024 in die College Football Hall of Fame aufgenommen.

## College
Hampton spielte College Football an der University of Arkansas und war Teil des Razorback-Teams, das die Oklahoma Sooners im Orange Bowl 1978 mit 31:6 Punkten schlug. Im Jahr 1978 verzeichnete er 98 Tackles, davon 18 hinter der Line of Scrimmage, und wurde ein All-American. Insgesamt gelangen ihm während seiner College-Karriere 237 Tackles. Im Jahr 1991 wurde er in die University of Arkansas Sports Hall of Honor und im Jahr darauf in die Arkansas Sports Hall of Fame gewählt. 2024 wurde er für seine Leistungen am College in die College Football Hall of Fame aufgenommen.

## NFL
Hampton wurde in der Ersten Runde des NFL Draft 1979 an vierter Stelle von den Chicago Bears ausgewählt und unterschrieb am 27. Juni 1979 einen mit 470.000 Dollar dotierten Vierjahresvertrag, der einen Unterschriftenbonus von 160.000 Dollar beinhaltete. Bereits 1980 wurde er in das Second-Team All-Pro gewählt und nahm erstmals am Pro Bowl teil, nachdem er für die Bears 11½ Sacks verzeichnet hatte. Wegen seiner kämpferischen Spielweise erhielt er den Spitznamen Danimal. Am 15. Juli 1983 unterzeichnete er einen neuen, mit einer Million Dollar dotierten Dreijahresvertrag, der ihn nach Walter Payton zum bestbezahlten Spieler der Bears machte.
Im Laufe des Jahrzehnts nahm er insgesamt vier Mal am Pro Bowl teil. In der Saison 1985 war er ein elementares Mitglied der legendären 46 Defense von Buddy Ryan, die entscheidend dazu beitrug, dass die von Head Coach Mike Ditka angeführten Bears in der Regular Season nur ein Spiel verloren und in den anschließenden Divisional Playoffs und Conference Championships keinen einzigen Punkt kassierten. Im Super Bowl XX feierte Hampton mit den Bears einen nie gefährdeten 46:10-Sieg gegen die New England Patriots. Bereits im November 1985 hatte er einen neuen, mit 2,7 Millionen Dollar dotierten Vierjahresvertrag unterzeichnet. Am Super-Bowl-Shuffle, einem Rap-Song, den einige Bears-Spieler noch inmitten der Saison 1985 aufgenommen hatten, um darin den eigenen Super-Bowl-Sieg anzukündigen, hatte er nicht mitgewirkt, da er ihn als zu arrogant empfand.
Hampton war ein äußerst vielseitiger Verteidiger, der auf gleich zwei Positionen zum All-Pro gewählt wurde (Defensive End und Defensive Tackle). Insgesamt war er sechs Mal (1980, 1982, 1984–1986, 1988) Bestandteil des First- oder Second-Team All-Pro. Seine Vielseitigkeit kostete ihn wahrscheinlich weitere Pro-Bowl-Nominierungen. So war er beispielsweise beim Pro Bowl 1986 sowohl auf der Position des Defensive Ends als auch auf der Position des Defensive Tackles ein Ersatzspieler. Die Tatsache, dass er beide Positionen so gut beherrschte, spaltete wohl die Stimmen seiner NFC-Fachkollegen. Hampton war auch 1988 Ersatzspieler für den Pro Bowl und wurde in dieser Saison zum besten Verteidiger der Bears gekürt, obwohl Mike Singletary als NFL-Defensivspieler des Jahres ausgezeichnet wurde.
Während Hamptons Zeit in Chicago (1979–1990) rangierte die Verteidigung der Bears unangefochten auf Platz 1 der NFL; sie erlaubte die wenigsten Rushing Yards, die wenigsten Rushing Touchdowns, die wenigsten Total Yards sowie die wenigsten Punkte und erreichte darüber hinaus die meisten Sacks.
Während seiner Footballkarriere unterzog sich Hampton insgesamt acht Knieoperationen (vier an jedem Knie). Zwei weiteren unterzog er sich kurz nachdem er seine 12. und letzte NFL-Saison gespielt hatte. Er wird von der NFL mit 57 Karriere-Sacks geführt. Sein Saisonbestwert sind 11½  Sacks in den Spielzeiten 1980 (als Defensive End) und 1984 (als Defensive Tackle). Als sein Vertrag nach der Saison 1989 auslief, unterzeichnete er bei den Bears noch ein letztes Mal einen an Einsatzzeiten geknüpften Einjahresvertrag mit einem Maximalgehalt von einer Million Dollar. In der Saison 1990 absolvierte er 14 von 16 Spielen und kassierte so 850.000 Dollar. Nach der Spielzeit beendete er seine Karriere und wurde ins NFL All-Decade-Team der 1980er Jahre gewählt.
Im Jahr 2002 wurde Hampton in die Pro Football Hall of Fame aufgenommen. Zu seinem Jahrgang gehörten dabei George Allen, Dave Casper, Jim Kelly und John Stallworth.